# 克里斯托夫·塞格尔斯
克里斯托夫·塞格尔斯（Kristoffer Zegers）是一名荷兰作曲家，1973年12月27日—出生在荷兰布莱达市（BREDA）。他在海牙皇家音乐学院（Koninklijk Conservatiorium）从师于Gilius van Bergeijk、 Clarence Barlow、 Diderik Wagenaar、Martijn Padding 和 Jan Boerman。克里斯托夫擅长电脑处理声音谱写曲目。2003年他作曲的Elektroshocks在11月国际现代音乐会上首次上演，他的作品Venlaflexine第一次是由萨克斯风4人组Kohinoor演奏的。2008年4月22日他邀请了120名钢琴师用60台钢琴在荷兰布莱达市的大教堂（grote OLV kerk）举办了一场钢琴家们的音乐会。之后又相继举办了类似的多人大型音乐会。他的作品Pianophasing相继在英国，澳大利亚被演奏，2017年计划在美国西雅图。

## 主要作品
- Singularity IV 适合录音磁带和扬声器 (1998)
- Klavier Synthesen Nr. 1 (1999)
- Tod und Erklärung 适合大键琴演奏和录音磁带(2000)
- Elektroshocks 适合八人萨克斯风演奏和录音磁带(2003)
- Venlafaxine 适合萨克斯风四人组演奏(2004)